# Vaux-Marquenneville
Vaux-Marquenneville – miejscowość i gmina we Francji, w regionie Hauts-de-France, w departamencie Somma.
Według danych na rok 2011 gminę zamieszkiwało 75 osób, a gęstość zaludnienia wynosiła 19 osób/km².